# Juan Bautista Villalba
Juan Bautista Villalba (Luque, 29 agosto 1924 – 18 aprile 2003) è stato un calciatore paraguaiano, di ruolo attaccante.